# Francisco Malabo Beosá
Francisco Malabo Beosá (23 de junio de 1896 – 16 de noviembre de 2001), nacido en la isla de Bioko, Guinea Ecuatorial (entonces aún Guinea Española), fue uno de los tres hijos de Malabo Lopelo Melaka, llamado rey Malabo I entre los grupos bubis del país. Tras la muerte de su padre en 1937, y el fallecimiento años después de sus dos hermanos, se convirtió en el último sucesor legítimo de Malabo I.
Conocido como Rey Malabo II, Malabo Beosá fue considerado el padre espiritual del pueblo bubi. Lideró una religión animista basada en el culto a Morim, ser supremo y creador del universo.
En 1973, bajo el régimen de Francisco Macías Nguema (1968-1979), siguiendo una política de africanización de nombres, se cambió el nombre de la capital del país, llamada hasta entonces Santa Isabel, por el de Malabo en honor de su padre, el rey tradicional bubi Malabo I. La isla de Fernando Poo fue renombrada también a partir de 1979 (tras recibir el nombre en 1973 de "Isla Macías Nguema") como Bioko por su tío Adolfo Bioco.
Francisco Malabo Beosá falleció a la edad de 105 años en la localidad de Moka (Bioko Sur), dejando nueve hijos, 62 nietos, 84 bisnietos y 17 tataranietos.
El Gobierno de Teodoro Obiang, por medio de Deogracias Miguel Olomo Abia, gobernador de la provincia de Bioko Sur, rindió homenaje a Malabo Beosá durante sus funerales en Moka, según la Televisión Nacional ecuatoguineana.